# Nagai Nagayoshi
Nagayoshi Nagai ( ((長 井 長 義?); distretto di Myōdō, 8 agosto 1844 – Tokyo, 10 febbraio 1929) è stato un farmacista giapponese noto soprattutto per i suoi pionieristici studi sull'Efedrina ed i suoi derivati.

## Primi anni
Nagai nacque nel distretto di Myōdō, nella provincia di Awa, l'attuale prefettura di Tokushima. Figlio di un medico, iniziò a studiare la medicina occidentale presso la Scuola Medica Olandese di Nagasaki nel 1864. Mentre era a Nagasaki conobbe Ōkubo Toshimichi, Itō Hirobumi e altri futuri leader del governo Meiji.

## Carriera
Nagai proseguì i suoi studi presso l'Università Imperiale di Tokyo e divenne il primo dottore in farmacia del Giappone. Fu inviato sotto il patrocinio del governo giapponese in Prussia nel 1871 per studiare all'Università di Berlino. Fu anche l'unico civile in un gruppo di studenti militari inviati poi a studiare in Gran Bretagna e Francia. Fu influenzato dalle lezioni di von Hofmann e ricevette un dottorato grazie a uno studio sull'eugenolo mentre lavorava come assistente presso il suo laboratorio. Nel 1873 decise di dedicarsi alla chimica organica.
Nagai tornò in Giappone nel 1883 per lavorare presso l'Università Imperiale di Tokyo, dove divenne professore di chimica e farmacia nel 1893. La sua ricerca si incentrò sull'analisi chimica di sostanze presenti in varie erbe medicinali della tradizione giapponese e cinese.
Mentre era in Germania Nagai sposò Therese Schumacher, la figlia di un ricco magnate del legname e delle miniere. Al loro ritorno in Giappone Therese diventò professoressa di lingua tedesca presso l'Università Femminile del Giappone e contribuì ad introdurre cibi e cultura tedeschi nel paese del Sol Levante. Nel 1923, Nagai e sua moglie ospitarono Albert Einstein e sua moglie durante la loro visita in Giappone. 
Suo figlio, Alexander Nagai, servì come diplomatico presso l'Ambasciata del Giappone a Berlino fino alla fine della seconda guerra mondiale.
Come primo presidente della Società Farmaceutica Giapponese (fondata nel 1880) Nagai ha avuto un impatto importante sulla propagazione della chimica e della Farmacia in un Giappone in via di industrializzazione.

## Morte
Nagai morì nel 1929 a Tokyo di polmonite acuta.

## Contributi scientifici
- Isolamento dell'efedrina da Ephedra vulgaris nel 1885. Nagai la riconobbe come il componente attivo della pianta.
- Sintesi della metanfetamina dall'efedrina nel 1893. La metanfetamina fu successivamente sintetizzata in forma cristallina nel 1919 da Akira Ogata .
- Isolamento del rotenone da Derris elliptica nel 1902. Nagayoshi scelse il nome della sostanza in base al nome tradizionale giapponese della pianta, roten .
- Sintesi e delucidazione strutturale dell'efedrina nel 1929.